# Дер'я Буюкунчу
Дер'я Буюкунчу (тур. Derya Büyükuncu, 2 липня 1976) — турецький плавець.
Учасник Олімпійських Ігор 1992, 1996, 2000, 2004, 2008, 2012 років.
Призер Чемпіонату світу з плавання на короткій воді 2000 року.
Переможець Кубку світу з плавання 1998, 2005, 2008 років.
Призер Чемпіонату Європи з водних видів спорту 2000 року.
Призер Чемпіонату Європи з плавання на короткій воді 1999 року.